# Ави (река)
А́ви (порт. Rio Ave) — река в Португалии, протекает по территории округов Брага и Порту на севере страны. Её длина составляет 98 километров, а площадь водосборного бассейна — около 1388 км².
Берёт своё начало на высоте около 1160 метров над уровнем моря в горах Серра-да-Кабрейра на территории муниципалитета Виейра-ду-Минью. Впадает в Атлантический океан, к югу от Вила-ду-Конди. Крупнейшим правым притоком является река Эшти (порт. Rio Este, площадь бассейна 247 км²), левым — река Визела (порт. Rio Vizela, площадь бассейна 342 км²).
В средней и нижней части бассейна реки отмечено сильное загрязнение воды, главным источником которого являются предприятия текстильной промышленности.